# ياكوب شوبرت
ياكوب شوبرت (بالألمانية: Jakob Schubert)‏ هو متسلق صخور ‏ نمساوي، ولد في 31 ديسمبر 1990 في إنسبروك في النمسا.

## وصلات خارجية
- الموقع الرسمي
- جاكوب شوبرت على موقع الاتحاد الدولي لرياضة التسلق (الإنجليزية)
- جاكوب شوبرت على موقع اللجنة الأولمبية الدولية (الإنجليزية)
- جاكوب شوبرت على موقع أوليمبيديا (الإنجليزية)
- جاكوب شوبرت على موقع الجمعية الدولية للألعاب العالمية (الإنجليزية)